# Sōta Satō
Sōta Satō (jap. 佐藤 颯汰, Satō Sōta; * 21. April 1999 in der Präfektur Miyazaki) ist ein japanischer Fußballspieler.

## Karriere
Sōta Satō erlernte das Fußballspielen in den Schulmannschaften der Nissho Gakuen Middle School und der Nissho Gakuen High School. Seinen ersten Vertrag unterschrieb er 2018 bei Giravanz Kitakyūshū. Der Verein aus Kitakyūshū, einer Großstadt in der Präfektur Fukuoka auf der Insel Kyūshū, spielte in der dritthöchsten Liga des Landes, der J3 League. 2019 wurde er mit dem Klub Meister der dritten Liga und stieg in die zweite Liga auf. Am Ende der Saison 2021 stieg er mit dem Verein aus Kitakyūshū als Tabellenvorletzter in die dritte Liga ab. Für Giravanz absolvierte er 26 Ligaspiele. Nach dem Abstieg verließ er den Klub und schloss sich dem Drittligisten Tegevajaro Miyazaki an.

## Erfolge
Giravanz Kitakyūshū
- Japanischer Drittligameister: 2019  ▲